# Луптюг (Поназирєвський район)
Луптюг (рос. Луптюг) — присілок в Поназирьовському районі Костромської області Російської Федерації.
Населення становить 72 особи. Входить до складу муніципального утворення Хмелевське сільське поселення.

## Історія
У 1962-1965 роках населений пункт належав до Шар'їнського району.
Від 2007 року входить до складу муніципального утворення Хмелевське сільське поселення.

## Населення
| 2008 | 2010 | 2014 |
| ---- | ---- | ---- |
| 87   | ↘56  | ↗72  |